# Гурвич, Лия Яковлевна
Гурвич Лия Яковлевна (15 мая 1914, Рига, Латвия — 27 октября 2010, Ирвайн, Калифорния, США) — исследователь в области прикладной электрохимии, коррозии и защиты металлов.
Окончила химический факультет (1938) и аспирантуру Московского государственного университета (руководитель — профессор Н. Н. Петин), кандидат химических наук с 1940, доктор технических наук с 1974, профессор. С 1943 по 1998 г. работала во Всероссийском институте авиационных материалов (ВИАМ).
В 2002 году переехала к сыну на постоянное место жительства в США.
Под её научным руководством и при непосредственном участии выполнен комплекс фундаментальных исследований в области коррозии и защиты металлов, разработаны материалы для авиационной и ракетно-космической техники, химической, электрохимической обработки и защиты нержавеющих сталей и коррозионно-стойких сплавов, ингибиторы коррозии, методы электрохимических и коррозионных исследований сталей и сплавов в ускоренных лабораторных и натурных условиях, что нашло практическую реализацию в изделиях ОКБ им. А. И. Микояна, МКБ «Радуга», МКБ «Факел» им. П. Д. Грушина и др. при установлении ресурса и сроков службы авиационной и ракетной техники.
Под руководством Л. Я. Гурвич выпущены: «Справочник по коррозии нержавеющих сталей авиационного назначения», «Атлас фрактограмм и микроструктуры коррозионного растрескивания высокопрочных нержавеющих сталей и их сварных соединений», Методическое руководство по коррозионным испытаниям авиационных материалов и другие работы.
Автор более 100 научных трудов и 40 изобретений, член Нью-Йоркской Академии наук.
Автор монографии (совеместно с А. Братухиным) Коррозионная стойкость высокопрочных нержавеющих сталей. М Авиатехинформ 1999 г.
Награждена орденом Трудового Красного Знамени (1956), медалью «За трудовое отличие» (1959), медалью «За доблестный труд в Великой Отечественной войне 1941—1945 гг.» (1946), знаком «Отличник качества» (1957).
27 марта 2014 года в ВИАМ состоялась научная конференция «Перспективные технологии для защиты от коррозии авиационной техники», посвященная 100-летию со дня рождения профессора, доктора технических наук Лии Яковлевны Гурвич (см. https://виам.рф/news/1091) (недоступная ссылка)

## Публикации
- Гурвич Лия Яковлевна. viam.ru. Дата обращения: 28 октября 2012. Архивировано 18 декабря 2012 года.
- Лия Яковлевна Гурвич ФГУП «ВИАМ» ГНЦ РФ.